# Masar-e Scharif
Masar-e Scharif (persană مزارِ شریف) este un oraș din Afganistan.